# Piacenza d'Adige
Piacenza d'Adige es una localidad y comune italiana de la provincia de Padua, región de Véneto, con 1.408 habitantes.

## Evolución demográfica
| Gráfica de evolución demográfica de Piacenza d'Adige entre 1861 y 2001 |
|                                                                        |
| Fuente ISTAT - elaboración gráfica de Wikipedia                        |